# Hôtel Duché des Tournelles
El hotel Duché des Tournelles u hotel Cressart, es una antigua mansión privada, ubicada en el noreste de la plaza, .place Vendôme, lindando con el hotel Moufle de La Thuilerie y el Hôtel de Parabère en el 1 distrito de París.
Fue construido a pedido de Guillaume Cressart a partir de 1723, por el arquitecto Germain Boffrand en un terreno que una vez perteneció al financiero Nicolas-Jérôme Herlaut.
Pertenece, desde 1997, a la casa Chanel, que instaló allí su división de relojería y joyería.

## Historia

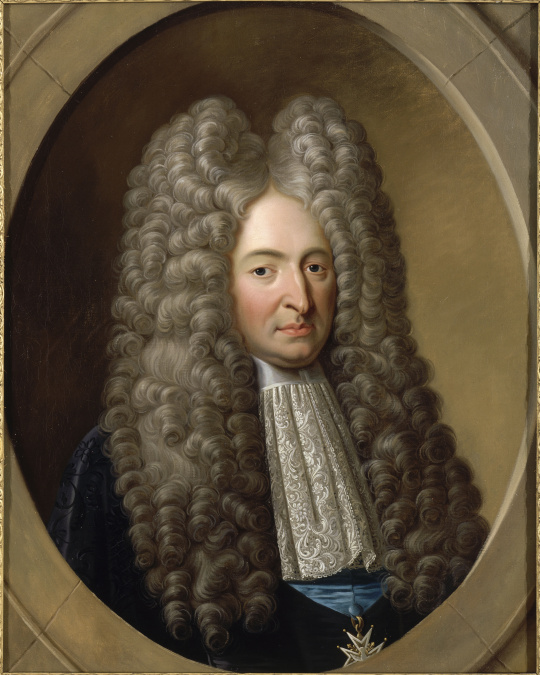
Michel Chamillart.

Nicolas-Jérôme Herlaut, adquirió la parcela en 1703, que rápidamente legó al político Michel Chamillart, a quien debía gran parte de su fortuna. Luego lo vendió a su hijo, Michel II Chamillart, marqués de Cany, quien no se benefició de él, muriendo en 1716.
Su viuda, nacida Marie-Françoise de Rochechouart-Mortemart, vendió el terreno aún sin construir a Guillaume Cressart en 1723, quien dejó la tarea de construir allí una residencia al arquitecto Germain Boffrand .
Vendió el edificio allí, solo diez años después, al granjero general Louis-Auguste Duché des Tournelles. Heredó el hotel a su única hija, Élisabeth-Louise de Scépeaux, quien, al no residir allí, se lo alquiló al granjero general Paul Randon de Boisset.
En 1769, la Marquesa trajo el hotel como dote, por su matrimonio con Nicolas-François-Julie de La Tour d'Auvergne, quien lo revendió en 1774, a Jean-Louis Milon d'Inval, Síndico General de Finanzas cuya familia mantuvo hasta 1836.
En la década de 1850, era propiedad de la familia Sérandi, luego, en 1886, pertenecía a la familia Montgermont. También acogió, en 1862, el Cercle des Mirlitons, que luego ocupó el Hôtel Grimod de La Reynière, hoy desaparecido.
En 1897, la casa de perfumes y cosméticos Ed. Pinaud instaló allí su sede. Un siglo más tarde, en 1997, la casa Chanel la adquirió y llevó a cabo numerosas reformas, en particular en 2007, con motivo de su décimo aniversario, bajo la dirección del arquitecto estadounidense Peter Marino.

## Protección
Está parcialmente clasificado como monumento histórico, por sus fachadas y cubiertas, por orden del 18 de noviembre de 1930.